# Frederiksberg Stadsarkiv
Frederiksberg Stadsarkiv er en institution under Frederiksberg Kommunes Kultur- og fritidsafdeling og ligger på Frederiksberg Rådhus. Stadsarkivet er Frederiksberg byhistoriske institution, som har til opgave at sikre og udbrede Frederiksberg Kommunes historie.
Frederiksberg Stadsarkiv rummer arkivalier, billeder, film, kort og litteratur om Frederiksberg indsamlet siden Stadsarkivets åbning i 1953.

## Stadsarkivets samling
I uddrag af den komplette samling indeholder Stadsarkivet:
17 hyldekilometre arkivalier fra:
- Sognekommunale enheder for Frederiksberg og Hvidovre 1765-1858
- Frederiksberg Kommunes forvaltninger, herunder kontorer og afdelinger 1858 og frem
- Frederiksberg Kommunes institutioner 1803 og frem
- Foreninger, andre institutioner, virksomheder og personer med tilknytning til Frederiksberg 1750 og frem.
- 70.000 fotos
- 2.000 enheder med film, lydbånd, plader m.m.
- 80.000 kort, tegninger, planer m.m.
- 10.000 titler fra 1826-2013 med trykte kilder til Frederiksbergs historie og litteratur om Frederiksberg, bl.a. en udklipssamling
- Frederiksbergs lokalaviser 1932 og frem

## Stadsarkivets opgaver
Stadsarkivet sikrer aflevering af bevaringsværdige arkivalier, både papirbaserede og digitale, fra Frederiksberg Kommunes forvaltninger og institutioner, samt aktivt sikrer aflevering fra foreninger, institutioner, virksomheder og personer med tilknytning til Frederiksberg. Stadsarkivet ordner, registrerer og gør disse tilgængelige.
Stadsarkivet sikrer desuden at arkivdannelse i Frederiksberg Kommunes forvaltninger og institutioner lever op til såvel Arkivlovens som lokalt fastsatte bestemmelser for bevaring, kassation, håndtering og senere aflevering af kommunens arkivalier. Udover arkivalier sørger Stadsarkivet også for at indsamle, ordne og gøre trykte kilder og litteratur om Frederiksberg tilgængelig.
Stadsarkivet stiller deres samlinger til rådighed for borgere, myndigheder og forskere på læsesalen, ligesom de besvarer på forespørgsler på email og telefon. Stadsarkivet vejleder i denne forbindelse også med at finde og benytte arkivalierne, samt behandler sager og dispensation vedrørende benyttelse af ikke umiddelbart tilgængelige arkivalier. På Stadsarkivet varetages også ind- og udlån af arkivalier til og fra andre anerkendte offentlige samlinger.
Stadsarkivet har også til opgave at forske og formidle Frederiksbergs byhistorie gennem artikel- og bogudgivelser, udstillinger, foredrag, byvandringer, borgerarrangementer og digitale formidlingsformer. Stadsarkivet repræsenterer desuden Frederiksberg Kommune i organisationer, der arbejder med arkivforhold samt by- og lokalhistorie. Stadsarkivet er projektansvarlig for digitaliseringen af Frederiksbergs kulturarv på Frederiksbergmuseerne og Stadsarkivet, og endvidere ansvarlig for Frederiksberg Kommunes kunstsamling.

## Stadsarkivets historie
Frederiksberg Stadsarkiv blev oprettet i 1953 og er landets næstældste Stadsarkiv.
Stadsarkivarer:
- 1953-1966: Johann Boisen Schmidt
- 1995-2020: Henning Bro
- 2020-Nu: Caspar Christiansen

I den mellemliggende periode fra 1966 til 1995 blev stadsarkivarstillingen nedlagt, og stadsarkivet sorterede under Rådhusinspektørens Kontor, hvis chef var den daglige leder af stadsarkivet.